# شرى حراري
يظهر الشرى الحراري في غضون خمس دقائق بعد تعرض الجلد للحرارة فوق 43 درجة مئوية (109.4 درجة فهرنهايت)، مع إحراق المنطقة المكشوفة، ولاذعها، وتحولها إلى اللون الأحمر، وتورمها، وتشبعها. :155